# Icariotis scapularis
Icariotis scapularis är en skalbaggsart som beskrevs av Francis Polkinghorne Pascoe 1888. Icariotis scapularis ingår i släktet Icariotis och familjen långhorningar.
Artens utbredningsområde är Madagaskar. Inga underarter finns listade i Catalogue of Life.